# WWE United States Championship
Het WWE United States Championship is een professioneel worstelkampioenschap dat oorspronkelijk gecreëerd werd in 1975 door de Amerikaanse worstelorganisatie National Wrestling Alliance (NWA) en is sinds 2001 in handen van de World Wrestling Entertainment. Het is een van de drie secundaire kampioenschappen in WWE, samen met het Intercontinental Championship op SmackDown en het North American Championship op NXT.

## Geschiedenis
Het WWE United States Championship was oorspronkelijk gekend als het NWA United States Heavyweight Championship en begon als een regionaal kampioenschap dat gecreëerd en verdedigd werd in de worstelorganisatie, Mid-Atlantic Championship Wrestling, dat gerund werd door Jim Crockett jr.. Na de introductie van de titel in 1975, werd Harley Race, op 1 januari, de inaugurele kampioen. De titel verving snel het NWA Mid-Atlantic Heavyweight Championship als de hoofdtitel in de organisatie. Terwijl de National Wrestling Alliance slechts een World Heavyweight Champion erkende, was er geen enkele onbetwiste "U.S. Champion" en een aantal regionale worstelorganisaties van de NWA erkenden hun eigen versie van de titel en de kampioen. In januari 1981 veranderde dat allemaal nadat de NWA-grondgebied, San Francisco, de laatst overgebleven organisatie buiten de Midden-Atlantische staten dat hun eigen "U.S. Champion" erkende, sloot. De titel bleef tot 1986 het primaire kampioenschap in het Midden-Atlantische gebied totdat Crockett de controle verwierf van het NWA World Heavyweight Championship. De Amerikaanse titel werd toen het secundaire kampioenschap van de promotie.
In november 1988 kocht Ted Turner het bedrijf dat vernoemd werd tot World Championship Wrestling. WCW nam de titel over en werd als een secundair kampioenschap erkend. Uiteindelijk begon WCW langzaam uit de buurt van de NWA te trekken en dat werd in januari 2001 aangetoond om de titel te vernoemen tot WCW United States Heavyweight Championship.
In maart 2001 heeft de World Wrestling Federation (WWF) de World Championship Wrestling gekocht. Als onderdeel van de aankoop, het United States Championship werd eigendom van de WWF. In 2001 werd de titel aangeduid als het WCW United States Championship en dit werd gebruikt tijdens The Invasion-periode. Op Survivor Series 2001 werd de titel geünificeerd met het WWF Intercontinental Championship. United States Champion, Edge, versloeg Intercontinental Champion, Test, om de nieuwe Intercontinental Champion te worden en het United States Championship werd dan geïnactiveerd.
In juli 2003 werd de titel door SmackDown General Manager, Stephanie McMahon, gereactiveerd als het WWE United States Championship en kreeg de opdracht van een secundair kampioenschap op de SmackDown-brand. Eddie Guerrero werd de eerste kampioen nadat hij de toernooifinale won van Chris Benoit op Vengeance 2003. Dit werd kort gedaan, nadat het WWE Intercontinental Championship in gebruik werd genomen door de Raw-brand, waardoor zowel het United States Championship als het Intercontinental Championship evenwaardig waren.
De titel bleef op SmackDown totdat, op 13 april 2009, wanneer de WWE Draft (2009) gehouden werd tijdens de aflevering van Raw, werd de regerende kampioen Montel Vontavious Porter van SmackDown naar Raw opgesteld en hij nam de titel mee. Op 26 april 2011, wanneer de WWE Draft (2011) werd gehouden, werd de regerende kampioen Sheamus naar SmackDown opgesteld en hij bracht de titel terug naar de show. Vijf dagen later, versloeg Raw-worstelaar Kofi Kingston Sheamus voor de titel op Extreme Rules 2011 en de titel keerde terug naar Raw.
Sinds 29 augustus 2011, wanneer alle programmering van WWE de "Supershows" werd, wordt het United States Championship zowel op Raw als op SmackDown verdedigd.

## Huidige kampioen
| Huidige kampioen | Datum         | Vorige kampioen | Evenement       |
| ---------------- | ------------- | --------------- | --------------- |
| Jacob Fatu       | 20 april 2025 | LA Knight       | WrestleMania 41 |

## Statistieken
| Record            | Recordhouder                                                              | Recordgegevens    | Aantekeningen |
| ----------------- | ------------------------------------------------------------------------- | ----------------- | --- |
| Meeste periodes   | Bret Hart, Ric Flair, Chris Benoit, Lex Luger,Wahoo McDaniel en John Cena | 5                 | Wahoo McDaniel is de eerste worstelaar die 5 periodes had.                                                        |
| Eerste kampioen   | Harley Race                                                               |                   | Op 1 januari 1975 won Harley Race de toernooifinale van Johnny Weaver.                                            |
| Langste periode   | Lex Luger                                                                 | 523 dagen         | De langste periode van Luger was bij zijn derde periode, dat begon op 22 mei 1989 en eindigde op 27 oktober 1990. |
| Kortste periode   | Stone Cold Steve Austin                                                   | 5 minuten         | Austin kreeg de titel uitgereikt op 18 september 1994 en verloor hem minder dan 5 minuten later aan Jim Duggan.   |
| Oudste kampioen   | Terry Funk                                                                | 56 jaar 85 dagen  | Funk versloeg Lance Storm voor de titel op 20 september 2000.                                                     |
| Jongste kampioen  | David Flair                                                               | 20 jaar 121 dagen | David Flair veroverde de titel van Scott Steiner op 5 juli 1999.                                                  |
| Zwaarste kampioen | The Big Show                                                              | 230 kg            | Big Show versloeg Eddie Guerrero in 2003 op No Mercy.                                                             |
| Lichtste kampioen | Daniel Bryan                                                              | 86 kg             | Daniel Bryan versloeg The Miz, in 2010 op Night of Champions.                                                     |

## Trivia
- De huidige NWA/WCW/WWE-versie van de titel is niet het eerste "United States Championship" in World Wrestling Entertainment geschiedenis. Een voorgaande titel bestond in de toenmalige World Wide Wrestling Federation en werd het WWWF United States Championship genoemd. Het was een kortdurende titel die werd gecreëerd in 1970 en opgeheven in 1976. Er is geen verbinding met deze titel.
- De langste periode tussen twee titels is door Terry Funk: vrijwel vijfentwintig jaar tussen zijn eerste keer (november 1975) en zijn tweede keer (september 2000). Andere worstelaars die lange tijd tussen hun titelperiodes hebben zijn Ric Flair en Roddy Piper (16 jaar elk) en Ricky Steamboat (10 jaar).
- Randy Orton werd de eerste persoon die het United States Championship won voor iemand anders, omdat Booker T geblesseerd was geraakt midden in een Best-of-7 serie met Chris Benoit.
- Booker T, Eddie Guerrero en Chris Benoit zijn de enige drie worstelaars die zowel de WCW als de WWE versie van deze titel hebben gehouden.
- Het United States Championship werd nooit behouden tijdens een WrestleMania tot vandaag. Big Show verloor zijn titel aan John Cena tijdens WrestleMania XX terwijl Chris Benoit verloor aan John "Bradshaw" Layfield tijdens WrestleMania 22.
- Bill Goldberg is de enige ongeslagen worstelaar (in storyline/WCW kayfabe) die momenteel zowel de U.S. als World titels heeft gehouden.
- Carlito is de enige worstelaar die het United States Championship won in zijn debuut match.